# Janów (Wieluń)
Pour les articles homonymes, voir Janów.
Janów est une localité polonaise de la gmina d'Ostrówek, située dans le powiat de Wieluń en voïvodie de Łódź.